# 렌두프 도르지
렌두프 도르지(Lhendup Dorji, 1935년 10월 6일 ~ 2007년 4월 15일)는 부탄의 정치인이다. 

## 생애
1964년 7월 25일부터 1964년 11월 27일까지 부탄의 총리 권한대행을 역임했다. 부탄의 정치 가문인 도르지 가문 출신이며 부탄의 총리를 역임한 지그메 팔덴 도르지의 남동생이다. 1965년에는 권력 투쟁으로 인해 가족들과 함께 해외로 망명했지만 1974년에 부탄으로 귀환했다.